# Porte Sainte-Catherine
La porte Sainte-Catherine est une porte de Nancy, érigée au XVIIIe siècle.

## Situation et accès
De style dorique, l'architecte en est Richard Mique qui bâtit également à proximité la caserne Sainte-Catherine.

## Origine du nom
La porte est dédiée à la femme de Stanislas : Catherine Opalinska, mère de la Reine de France Marie Leszczyńska.

## Historique
Cette porte, ainsi que la porte Stanislas, s'inscrit dans le plan urbanistique voulu par Stanislas Leszczyński. Construite en 1761, la porte est beaucoup plus proche de la place Stanislas ; en 1768, elle est déplacée de 300 mètres, au-delà de la caserne Sainte-Catherine lorsque celle-ci fut achevée afin de l'inclure dans le mur d'enceinte de la ville.
Durant la Révolution, et jusqu'à la fin de l'Empire, de par sa proximité avec les casernes et le contexte militaire, elle fut nommée "Porte des Volontaires-Nationaux", en hommage aux milliers de nancéiens et lorrains partis volontairement combattre les armées prussiennes en juillet 1792. 
La porte Sainte-Catherine est classée monument historique par un arrêté du 15 janvier 1925.